# Àngels Masià de Ros
Àngels Masià de Ros (Figueras, 24 de agosto de 1907-Masnou, 1 de marzo de 1998) fue una historiadora medievalista y profesora de educación secundaria española.

## Trayectoria
En 1927, se licenció en Filosofía y Letras por la Universidad de Barcelona, donde estudió con Antonio de la Torre y del Cerro. Se doctoró en Historia en la Universidad de Madrid con la tesis Gerona en la guerra civil en tiempo de Juan II (1942). Se especializó en la Corona de Aragón en la Baja Edad Media, tema sobre el que publicó artículos en las revistas especializadas Hispania, Annals del Instituto de Estudios Gerundenses, Anuario de Historia del Derecho Español, Boletín de la Real Academia de Buenas Letras y Analecta Sacra Tarraconensia. También publicó varios libros de divulgación histórica.
Entre 1933 y 1942, ejerció como profesora de Geografía e Historia en un instituto de enseñanza media de Villafranca del Panadés. En 1943, y durante casi treinta años, ejerció como profesora en el Instituto Maragall de Barcelona. Además, fue profesora universitaria en varios periodos. En 1937, fue profesora auxiliar provisional de Historia Medieval en la Universidad de Barcelona. En 1940 y 1941, se presentó a la cátedra de Historia de España en la Universidad de Granada y la Universidad de Murcia. En 1946, fue encargada de cátedra de Historia Universal Moderna y Contemporánea en la Universidad de Barcelona.
Entre 1958 y 1959, investigó sobre "Relaciones Castellano-Aragonesas" en el Archivo General de la Corona de Aragón.

## Reconocimientos
En 1942, su tesis Gerona en la guerra civil en tiempo de Juan II fue premio extraordinario.
En 2020, fue incluida dentro del proyecto “Mujeres Investigadoras en los Archivos Estatales (1900-1970)” para la descripción archivística y creación de un micrositio específico en el Portal de Archivos Españoles (PARES), desarrollado entre 2020-2023. Este proyecto ha sido impulsado por la Subdirección General de Archivos Estatales, con el objetivo visibilizar la labor de investigación realizada en España por las mujeres en el intervalo 1900-1970 partiendo de los registros documentales que se conservan en los Archivos de Gestión de los AAEE del Ministerio de Cultura (el Archivo Histórico Nacional, el Archivo General de la Corona de Aragón, el Archivo General de Simancas, el Archivo General de Indias, el Archivo de la Real Chancillería de Valladolid, el Archivo General de la Administración y el Centro de Información Documental de Archivos).

## Obra
- Gerona en la guerra civil en tiempo de Juan II (1943)
- Introducción a la historia de España. Manuales de iniciación (1943)
- La Corona de Aragón y los estados del Norte de África. Política de Jaime II y Alfonso IV en Egipto, Igriquía y Tremecén (1951)
- Jaume el Dissortat, último conde de Urgell (1956), en colaboración con Francesca Vendrell i Gallostra.
- Historia general de la piratería (1959)
- Historiadores de Indias. Antillas y Tierra Firme (1971)
- Jaime II: Aragón, Granada y Marruecos: aportación documental (1989)
- Relación castellano aragonesa desde Jaime II a Pedro el Ceremonioso (1994)
- El desdichado conde de Urgell (1997)